# Dendroides pacificus
Dendroides pacificus is een keversoort uit de familie vuurkevers (Pyrochroidae). De wetenschappelijke naam van de soort is voor het eerst geldig gepubliceerd in 1932 door Barrett.